# Keith Scott (gitarist)
Keith Douglas Scott (Vancouver, 20 juli 1954) is een Canadees gitarist. Hij is het bekendst van zijn jarenlange samenwerking met Bryan Adams. Daarnaast heeft hij ook samengewerkt met onder andere Tina Turner en Bryan Ferry.

## Biografie
Scott werd geboren in een muzikaal gezin uit Vancouver. Op 17-jarige leeftijd schafte hij zijn eerste gitaar aan, een Fender Stratocaster. Scott haalde veel van zijn gitaarspel uit artiesten als Jimi Hendrix en Eric Clapton. Vanaf 1971 toerde Keith Scott met verschillende bandjes door het land. In 1976 leerde hij in Ontario Bryan Adams kennen. Vanaf dat jaar is hij op tournee gegaan met de Canadese zanger en maakte hij deel uit van de band die Adams omringde. Invloeden van Scotts gitaarspel is in diverse nummers van Bryan Adams hoorbaar. In samenwerking met het merk Gretsch ontwikkelde Keith Scott een gitaar voor de markt.
- International Standard Name Identifier: 0000 0001 3110 7554
- MusicBrainz: bc4db91e-3fbf-460d-99dc-4eaca2872b44
- Nationale Bibliotheek van Tsjechië: xx0119253
- Virtual International Authority File: 122055493